# Diocesi di Baní
La diocesi di Baní (in latino Dioecesis Baniensis) è una sede della Chiesa cattolica nella Repubblica Dominicana suffraganea dell'arcidiocesi di Santo Domingo. Nel 2022 contava 797.280 battezzati su 901.130 abitanti. È retta dal vescovo Faustino Burgos Brisman, C.M.

## Territorio
La diocesi comprende le province dominicane di Peravia, San Cristóbal e San José de Ocoa.
Sede vescovile è la città di Baní, dove si trova la cattedrale di Nostra Signora della Regola.
Il territorio è suddiviso in 30 parrocchie.

## Storia
La diocesi è stata eretta l'8 novembre 1986 con la bolla Spiritali Christifidelium di papa Giovanni Paolo II, ricavandone il territorio dall'arcidiocesi di Santo Domingo.
La bolla ha trovato attuazione a partire dal 23 gennaio 1987.

## Cronotassi dei vescovi
Si omettono i periodi di sede vacante non superiori ai 2 anni o non storicamente accertati.
- Príamo Pericles Tejeda Rosario † (8 novembre 1986 - 13 dicembre 1997 dimesso)
- Freddy Antonio de Jesús Bretón Martínez (6 agosto 1998 - 23 febbraio 2015 nominato arcivescovo di Santiago de los Caballeros)
- Víctor Emilio Masalles Pere (14 dicembre 2016 - 12 settembre 2023 dimesso)
- Faustino Burgos Brisman, C.M., dal 17 agosto 2024[1]

## Statistiche
La diocesi nel 2022 su una popolazione di 901.130 persone contava 797.280 battezzati, corrispondenti all'88,5% del totale.
| anno | popolazione | popolazione | popolazione | presbiteri | presbiteri | presbiteri | presbiteri                | diaconi | religiosi | religiosi | parrocchie |
| anno | battezzati  | totale      | %           | numero     | secolari   | regolari   | battezzati per presbitero | diaconi | uomini    | donne     | parrocchie |
| ---- | ----------- | ----------- | ----------- | ---------- | ---------- | ---------- | ------------------------- | ------- | --------- | --------- | ---------- |
| 1990 | 438.000     | 477.000     | 91,8        | 35         | 10         | 25         | 12.514                    | 3       | 46        | 77        | 14         |
| 1999 | 598.000     | 665.000     | 89,9        | 33         | 14         | 19         | 18.121                    | 7       | 30        | 106       | 18         |
| 2000 | 550.000     | 611.500     | 89,9        | 25         | 12         | 13         | 22.000                    | 7       | 23        | 106       | 18         |
| 2001 | 553.500     | 615.000     | 90,0        | 23         | 9          | 14         | 24.065                    | 7       | 22        | 119       | 18         |
| 2002 | 558.000     | 620.000     | 90,0        | 23         | 9          | 14         | 24.260                    | 7       | 23        | 122       | 18         |
| 2003 | 647.720     | 719.098     | 90,1        | 27         | 12         | 15         | 23.989                    | 7       | 26        | 124       | 18         |
| 2004 | 649.270     | 721.412     | 90,0        | 30         | 14         | 16         | 21.642                    | 8       | 24        | 120       | 18         |
| 2006 | 673.000     | 747.000     | 90,1        | 29         | 17         | 12         | 23.206                    | 7       | 21        | 104       | 18         |
| 2012 | 724.000     | 818.000     | 88,5        | 35         | 24         | 11         | 20.685                    | 8       | 18        | 80        | 21         |
| 2015 | 749.000     | 846.000     | 88,5        | 37         | 23         | 14         | 20.243                    | 7       | 20        | 54        | 25         |
| 2018 | 770.320     | 870.170     | 88,5        | 34         | 22         | 12         | 22.656                    | 4       | 18        | 54        | 25         |
| 2020 | 784.200     | 885.900     | 88,5        | 45         | 31         | 14         | 17.426                    | 6       | 18        | 49        | 26         |
| 2022 | 797.280     | 901.130     | 88,5        | 33         | 28         | 5          | 24.160                    | 5       | 9         | 48        | 30         |